# 2597 Артур
2597 Артур (1980 PN, 1939 XF, 1975 RU1, 1975 SA, 2597 Arthur) — астероїд головного поясу, відкритий 8 серпня 1980 року.
Тіссеранів параметр щодо Юпітера — 3,234.